# Wolfgang Horak
Wolfgang Horak (* 2. Mai 1952 in Malente; † 6. April 2016 in Bonn) war ein deutscher Ruderer.

## Biografie
Wolfgang Horak nahm bei den Olympischen Sommerspielen 1976 in Montreal in der Regatta mit dem Vierer ohne Steuermann teil. Die Crew um Wolfgang Horak, Bernhard Foelkel, Gabriel Konertz und Klaus Roloff, der im Finale den erkrankten Klaus Meyer ersetzte, belegte den sechsten Platz. Bei den Deutschen Meisterschaften konnte Horak zwischen 1974 und 1976 drei Silber- und eine Bronzemedaille gewinnen.